# Kelleria rubimaculata
Kelleria rubimaculata is een eenoogkreeftjessoort uit de familie van de Kelleriidae. De wetenschappelijke naam van de soort is voor het eerst geldig gepubliceerd in 1952 door Krishnaswamy.